# Crisis egipcia
La Crisis egipcia es un período que empezó con la revolución egipcia de 2011 y acabó con la instalación de un régimen contrarrevolucionario bajo la presidencia de Abdel Fattah el-Sisi en 2014. Fueron tres años de malestar político y social, caracterizados por protestas de masa, una serie de elecciones populares, enfrentamientos mortíferos y refuerzo militar. Los acontecimientos han tenido un efecto duradero en el curso actual del país, su sistema político y su sociedad.
En 2011, centenares de los miles de egipcios tomaron las calles en un movimiento de protesta en masa diverso ideológica y socialmente que finalmente derrocó al presidente de larga duración Hosni Mubarak. A esto siguió una prolongada crisis política, con el Consejo Supremo de las Fuerzas Armadas tomando control del país hasta la elección presidencial de 2012 que trajo a Mohamed Morsi, el anterior dirigente de los Hermanos Musulmanos al poder como el primer Presidente democráticamente elegido de Egipto. A pesar de ello, disputas entre la Hermanos Musulmanos y los secularistas llevaron a protestas antigubernamentales y finalmente culminaron en el golpe de Estado del 3 de julio de 2013 contra Morsi, dirigido por General de jefe Abdelfatah El-Sisi. 
La movilización militar profundizó el cisma político y llevó a medidas severas por parte de las fuerzas de seguridad, resultando en el asesinato de más de mil seguidores de Morsi. En 2014, Abdel Fattah el-Sisi finalmente ganó la elección presidencial en una victoria aplastante, criticada por observadores internacionales como falta de estándares democráticos.
Durante estos años de confusión política, la autoridad del estado había sido amenazada, pero nunca colapsó. Las demandas de los manifestantes: pan, libertad, dignidad, y democracia, no fueron consideradas. El ejército ha devenido aún más anclado en la política de Egipto y una represión máxima de prácticas revolucionarias ha tenido lugar bajo el régimen de Sisi.

## Antecedentes

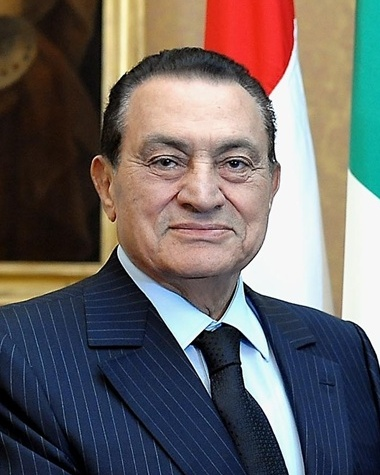
Hosni Mubarak, dictador de Egipto (1981-2011).

Durante su presidencia, Hosni Mubarak persiguió políticas similares a aquellas de su predecesor Anwar Sadat, incluyendo la adopción de un modelo neoliberal corrompido por el amiguismo, y un compromiso a los Acuerdos de Camp David. También continuó la reducción de la influencia del ejército en la política egipcia al gradualmente limpiar los ministerios de élites militares. El régimen de Mubarak confió cada vez más en las fuerzas policiales, dirigidas por el Ministerio de Interior, para controlar a disidentes. Programas de liberalización económica redujeron la función en la economía tanto del estado como del ejército, llevando a una disminución drástica en gastos de defensa en 2010. Además, Mubarak colocó su hijo, Gamal Mubarak, como su sucesor en vez de a un agente militar. A pesar de que este reajuste gradual de poder llevó a tensiones entre Mubarak, el  gobierno y el ejército, su régimen fue considerado estable por los expertos y su derrumbamiento no había sido anticipado.
El gobierno autoritario de Mubarak estuvo caracterizada por el control estricto y la represión de la oposición sociopolítica. Grupos de sociedad civil constantemente chocaban y negociaban con el estado sobre su lugar en la política pública. A pesar de que siendo rigurosamente controlados, partidos políticos, elecciones, reformas democráticas locales, protestas, tribunales administrativos, y las asociaciones eran cada vez más toleradas como formas de actividad política desde los años 2000.
El creciente disgusto entre los ciudadanos egipcios hacia el régimen autoritario originó varias preocupaciones, yendo desde la brutalidad policial del régimen y su uso de violencia y tortura, hasta corrupción y fraude de elección. Pobreza creciente y el alto desempleo agravó el resentimiento contra Mubarak. Después de ser casi tres décadas en el poder, Mubarak fue derrocado siguiendo 18 días de manifestaciones a través del país durante la revolución egipcia de 2011.

## Eventos

### Revuelta egipcia de 2011

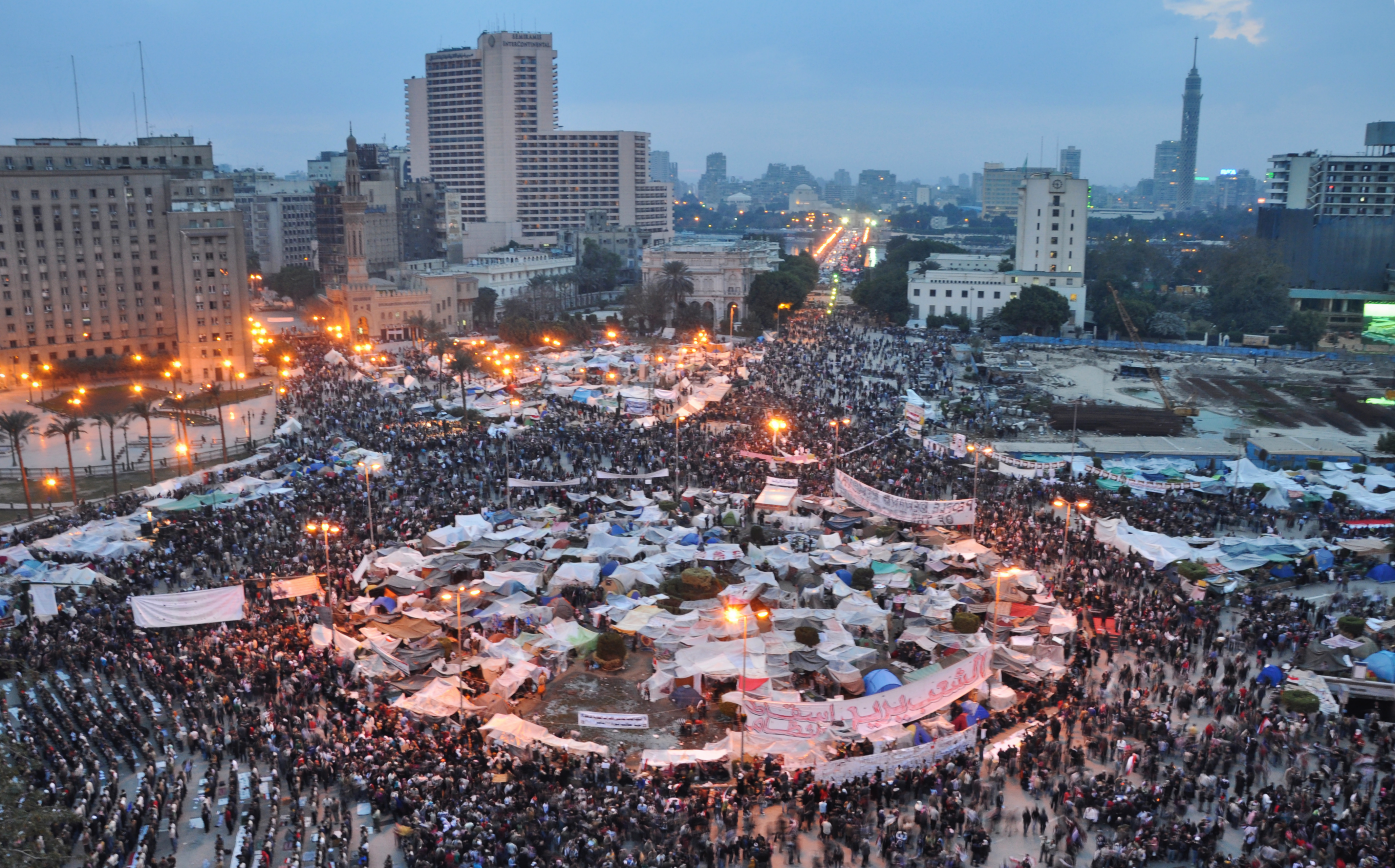
Manifestantes en la Plaza Tahrir el 9 de febrero

El resentimiento público contra el liderazgo autocrático de Presidente Hosni Mubarak estalló en protestas en masa a fines de enero de 2011, siguiendo a la Revolución tunecina que derrocó al presidente Ben Ali a mediados de enero. Centenares de miles de egipcios ocuparon varios sitios públicos a través de Egipto, con la Plaza Tahrir del Cairo como el centro de las protestas antigobierno. Sus demandas eran diversas pero típicamente incluían dignidad, pan, libertad, democracia, y justicia social.
La policía y los manifestantes chocaron apresivamente, y el asesinato de tres protestantes se desvió notablemente de la dura pero no letal represión que la policía solía desplegar. Inicialmente, el gobierno tomó una línea dura al utilizar tácticas de control de disturbios y cerrar el internet y redes de telecomunicación, lo que a su vez intensificó las protestas. El 28 de enero de 2011, Mubarak ordenó el despliegue del ejército mientras la asediada fuerza policial colapsaba, dirigiendo "al más grande fracaso policial en la historia de Egipto". En una oferta para acomodar el público, Mubarak nombró a Omar Suleiman para el cargo vacante de vicepresidente el 29 de enero, y poco después disolvió su gabinete. Más tarde, anunció que no buscaría su reelección y prometió reformas constitucionales, pero se negó a renunciar. Cuando ninguna de estas concesiones satisfizo a los manifestantes, las masas en las calles crecieron y la presión internacional en Mubarak aumentó. El ejército no intervino en las protestas cuando ellos ya no apoyaron el gobierno de Mubarak.
El 11 de febrero de 2011, Mubarak dimitió como presidente y entregó todo el poder al Consejo Supremo de las Fuerzas Armadas que tuvo que "dirigir los asuntos del país". Además erradicando su gobierno autoritario de casi treinta años, las protestas nacionales marcaron un acontecimiento sin precedentes en la historia de Egipto, al movilizar exitosamente a personas de diferentes fondos socioeconómicos y los fusionó en una coalición contra el gobierno. La revuelta de 18 días dejó al menos 846 civiles muertos y más de 6400 heridos, según un informe encargado por el Morsi-régimen. Activistas de derechos humanos han estado pidiendo una investigación seria del número real de víctimas de revolución, cuando "el número total de bajas podría ser mucho más alto".

### Transición bajo el régimen del CSFA
Tras la dimisión de Hosni Mubarak el 11 de febrero de 2011, el Consejo Supremo de las Fuerzas Armadas (CSFA) bajo el Mariscal de Campo Mohamed Hussein Tantawi asumió el control del país. El CSFA suspendió la constitución de 1971 y disolvió el parlamento, aferrándose cada vez más al poder legislativo y al ejecutivo. Las elecciones libres debían ser organizadas dentro seis meses. El gobierno militar interino era plenamente respaldado internacionalmente y, al menos inicialmente, bien recibido por el público como gobierno vigilante, garantizando una transición rápida hacia democracia. El soporte público para el régimen militar aparecido en el referéndum constitucional el 19 de marzo de 2011, en el que el 77.2 % de votantes aprobó las reformas constitucionales propuestas por el CSFA Las enmiendas constitucionales, a pesar de que objetados por muchos revolucionarios liberales, incluyó la supervisión judicial de elecciones, limitó los poderes presidenciales, y requirió el parlamento nuevamente elegido para escribir una constitución nueva.
Aun así, el apoyo popular a los militares empezó desmoronarse y diferentes grupos civiles pidieron el fin del gobierno militar durante nuevas protestas en masa. Las elecciones legislativas fueron retenidas de noviembre de 2011 a enero de 2012 y llevó a una victoria de partidos islamistas, con el Partido Libertad y Justicia de los Hermanos Musulmanes ocupando la mayoría de asientos parlamentarios y el Partido al-Nour Salafista ganando otro cuarto de los asientos. Posteriormente, la elección presidencial fue retenida en mayo y junio de 2012, y ha sido considerado por muchos como la primera elección presidencial libre en la historia de Egipto. Un fallo del Tribunal Constitucional Supremo que declaró la elección legislativa anticonstitucional, llevó a la disolución del parlamento recién elegido en junio de 2012, justo antes de la ronda final de la elección presidencial. Además, el 17 de junio de 2012, el último día de la elección presidencial, el SCAF liberó un constitucional declaration que significativamente limitó el poder del presidente próximo y considerablemente extendió el poder político de los oficiales militares. Estas acciones eran un golpe a la Hermandad musulmana, el cual denunció él como golpe, y más allá consolidó la función del ejército como powerbroker en el correo-Mubarak período.

### Presidencia de Mohamed Morsi
En junio de 2012, Mohamed Morsi ganó la elección presidencial con 51.7% del voto en segunda vuelta contra el candidato respaldado por el ejército Ahmed Shafik, quién sirvió como primer ministro bajo Mubarak. Morsi, un destacado miembro de la Hermandad musulmana y del Partido Libertad y Justicia, renunció a ambas organizaciones y prestó juramento como el primer presidente de civil de Egipto el 30 de junio de 2012. Sin embargo, la presidencia de Morsi fue breve y de corta duración, enfrentando protestas masivas a favor y en contra de su gobierno, sólo para ser derrocado en un golpe militar en julio de 2013.

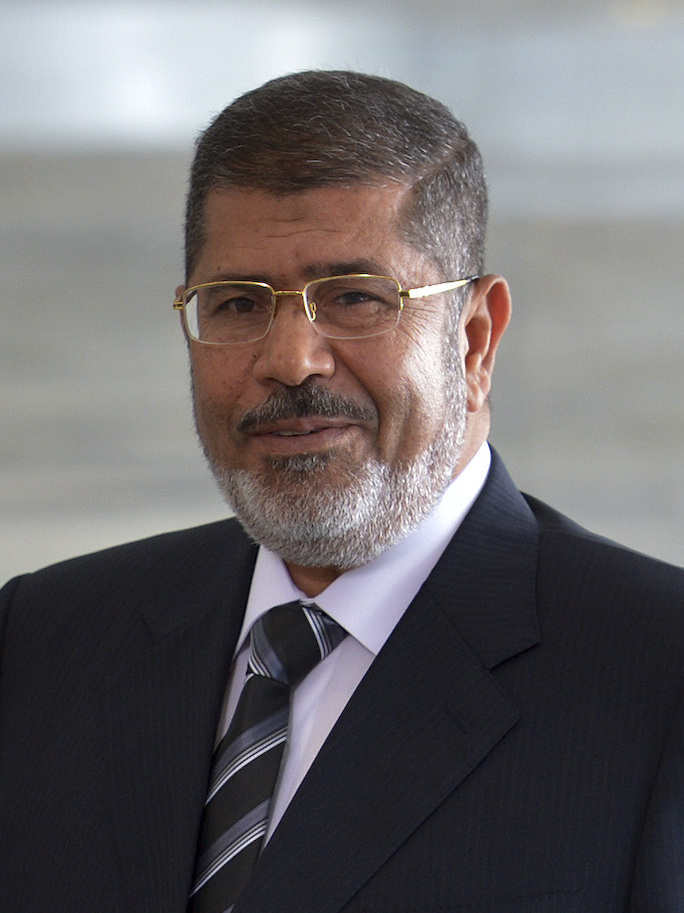
Mohamed Morsi, presidente de Egipto (2012-2013).

En agosto de 2012, Morsi reemplazó a Hussein Tantawi como Ministro de Defensa por Abdel Fattah el-Sisi, entonces jefe de la inteligencia militar. La redacción de una constitución nueva, considerado como elemento central en la transición del país hacia democracia, fue criticada por el dominio islamista en el proceso y dividió profundamente a las facciones políticas implicadas. La retirada de algunos de los principales interesados, como los secularistas y loscristianos coptos, dio como resultado un proyecto de constitución redactado casi enteramente por partidos islamistas. El 22 de noviembre de 2012, Morsi se otorgó el poder de proteger el proceso constitucional de la disolución por parte de la corte, y el poder de legislar sin supervisión judicial, hasta que se elija un nuevo parlamento. Si bien estas acciones unilaterales provocaron protestas masivas y acción violenta en todo el país, Morsi sometió el proyecto de constitución a un referéndum en qué 63.8% votó a favor, a pesar de una baja participación del 32.9% del electorado. La nueva constitución se convirtió en ley, el que la hizo legalmente vinculante.
El régimen de Morsi fue impugnado por una constelación de fuerzas que comprendía el ejército, las fuerzas de seguridad, el poder judicial, y secularistas, en lo que se ha descrito como un gobierno paralelo "no tan secreto" que apuntaba a su derrocamiento. El desacuerdo sobre el proceso constitucional, la incompetencia percibida de Morsi, los problemas internos dentro de la Hermandad, y la incapacidad de abordar algunos de los principales problemas del país, como la escasez de artículos de primera necesidad desafiaron aún más su gobierno. En febrero de 2013, los salafistas también retiraron su apoyo al presidente y poco después, el resentimiento público estalló en una campaña pidiendo su dimisión y manifestaciones en todo el país.

### Protestas de 2013 y golpe militar
En abril de 2013, un movimiento de base conocido como Tamarod, o "rebelión", reclamado para tener recogido 20 millones de firmas en un petición pidiendo elecciones presidenciales nuevas y la suspensión de la nueva constitución. Se ha cuestionado la independencia de Tamarod, ya que supuestamente su campaña fue apoyada y financiada por el CSFA y las fuerzas de seguridad. El 30 de junio de 2013, el primer aniversario de la toma de posesión de Morsi estuvo marcado por manifestaciones masivas a favor, pero mayoritariamente en contra de Morsi, en las qué miles de manifestantes rodearon el palacio presidencial Heliopolis exigieno la renuncia de Morsi. Los militares aprovecharon el resentimiento público al emitir un ultimátum de 48 horas que obligó Morsi a llegar a un compromiso con sus oponentes, pero el presidente no cedió e insistió en que él era el dirigente legítimo.
Los militares fueron acusados de exagerar el tamaño de las protestas anti-Morsi, alegando cifras de 15 y 17 millones de manifestantes, hasta 30 millones. Los observadores independientes han fijado la escala de la multitud entre 1 a 2 millones. El 3 de julio de 2013, las Fuerzas armadas egipcias, al mando de Abdel Fattah el-Sisi, cumplieron su ultimátum de 48 horas al llevar a cabo un golpe de Estado con apoyo popular que derrocó al presidente Mohamed Morsi. En un día, los generales destituyeron a Morsi de su cargo y lo encarcelaron, suspendió la constitución, designaron a Adly Mansour, presidente del Tribunal Constitucional Supremo, como presidente interino, y convocaron elecciones anticipadas.

### Disturbios tras el golpe

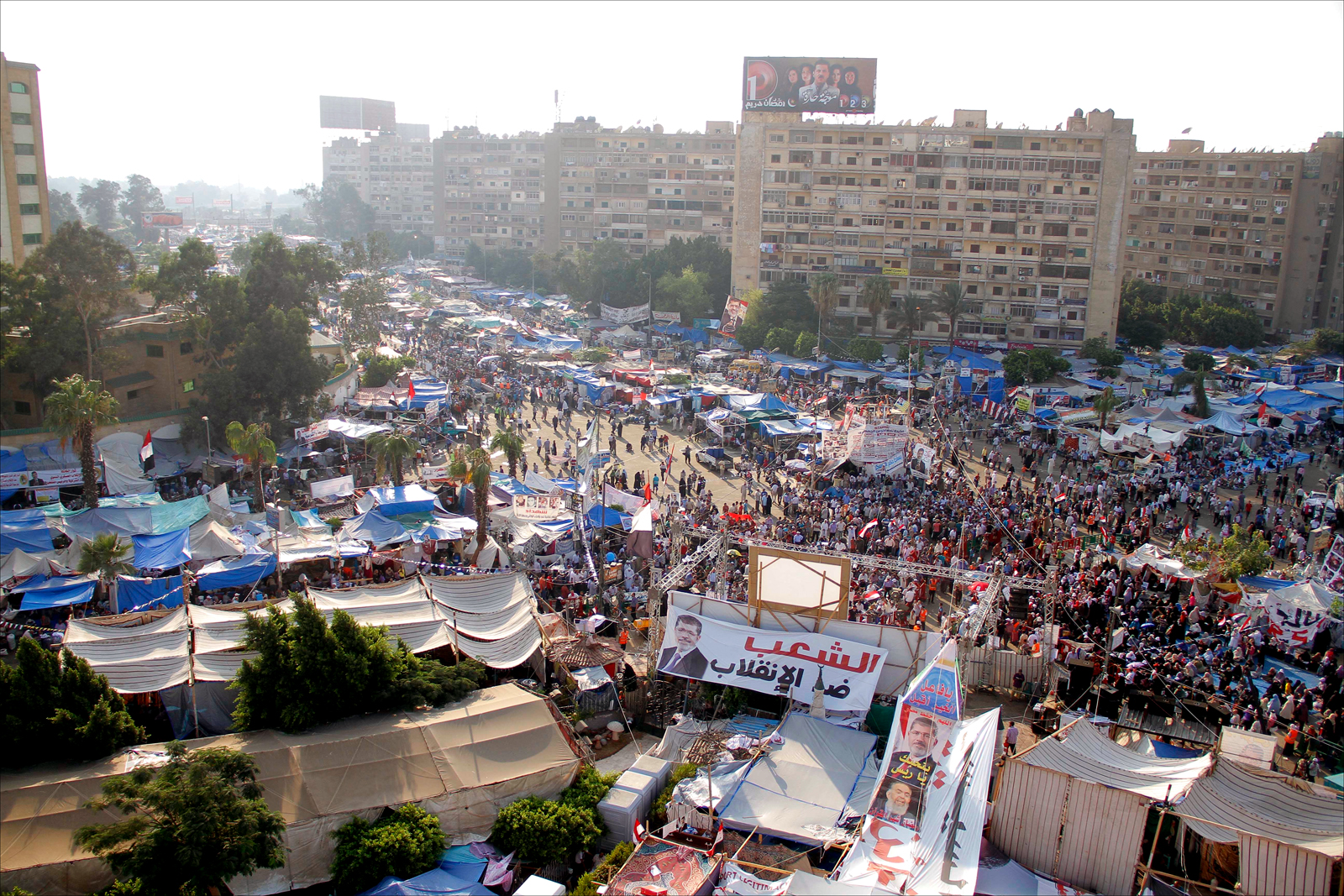
La plaza Rabaa al-Adaweya llena de manifestantes en contra del golpe.

El golpe militar desencadenó violentos enfrentamientos entre los militares y partidarios de Morsi. Los manifestantes pro-Morsi se reunieron cerca de la Mezquita Rabia Al-Adawiya, originalmente para celebrar el primer aniversario de la presidencia de Morsi, pero a raíz de su destitución, pidieron su regreso al poder y condenaron a los militares. Tras el golpe, las fuerzas de seguridad suprimieron agresivamente las manifestaciones a favor de Morsi, lo que culminó en cinco incidentes separados de asesinatos de masa, incluyendo el asesinato de 61 manifestantes en el cuartel general de la Guardia Republicana el 8 de julio de 2013. El 14 de agosto de 2013, las fuerzas de seguridad allanaron la sede de los partidarios de Morsi en la Plaza al-Nahda y la Plaza Rabaa al-Adawiya, lo que resultó en una masacre de al menos 900 manifestantes. Human Rights Watch denunció la represión agresivas contra manifestantes, en su mayoría pacíficos, como "graves violaciones de los derechos humanos internacionales" y muy probablemente delitos de lesa humanidad. La violencia posterior provocó la muerte de centenares de personas más. El gobierno militar interino declaró el estado de emergencia y un toque de queda, que finalmente duró tres meses.
El 24 de marzo de 2014, un tribunal egipcio condenó a muerte a 529 presuntos miembros de los Hermanos Musulmanes, acusados de atacar una comisaría. Desde el golpe, aproximadamente 60.000 personas han sido detenidas o acusadas por las autoridades egipcias, con objetivo principal de los Hermanos Musulmanes.

### Elección de Abdel Fattah el-Sisi de 2014
El general Abdel Fattah el-Sisi, quién lideró el golpe militar contra el Presidente Mohamed Morsi, emergió como figura popular en Egipto, y finalmente se postuló para la presidencia en las elecciones de 2014. A fines de mayo de 2014, el-Sisi obtuvo una victoria aplastante con el 96.9% de los votos. Su único rival era Hamdeen Sabahi en una elección que estuvo boicoteada por islamistas y muchos partidos políticos, incluyendo a los Hermanos Musulmanes y muchos grupos liberales y seculares. La elección vio una participación de los votantes de 47.5%, inferior al 52% de participación en la elección presidencial de 2012, lo que llevó al gobierno interino a extender el voto de último minuto por un tercer día. Los observadores denunciaron que el proceso electoral y su resultado violaban las reglas democráticas. Los analistas compararon el resultado de las elecciones con la era de Mubarak, en la que se informaron números similares de apoyo a Mubarak durante las elecciones periódicas y referéndums. No obstante, la elección de El-Sisi fue ampliamente reconocida internacionalmente. A nivel nacional, cientos de sus seguidores celebraron la victoria en la Plaza Tahrir de El Cairo en medio de una sociedad profundamente dividida.

## Impacto

### Contrarrevolución

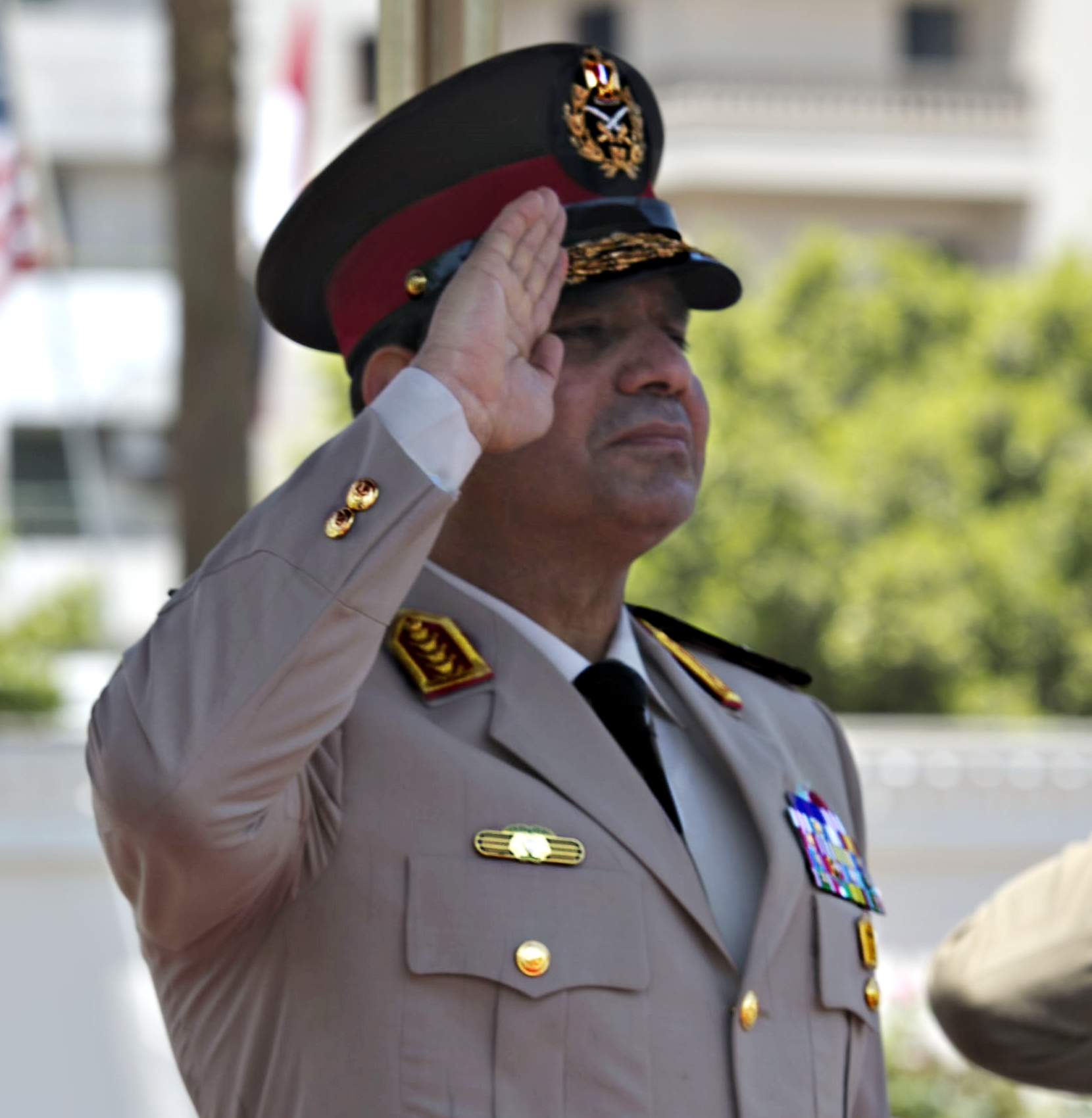
Mariscal de campo Abdel Fattah el-Sisi como Ministro de Defensa, 2013

En el período entre 2011 y 2014, surgieron y compitieron por el poder múltiples de centros de poder, incluidos los militares, los Hermanos Musulmanes y los secularistas. Sin embargo, los militares jugaron un papel fundamental de manera permanentemente a lo largo de los diferentes hechos que constituyeron esta coyuntura. Los generales del ejército buscaron cuidadosamente manejar cada episodio, y lograron mantener el poder a pesar de las transiciones políticas del país. De hecho, los militares siempre dominaron la política de Egipto desde el establecimiento de la Primera República en 1952. Con la instalación de Presidente el-Sisi, quién destituyó Morsi en un golpe militar, el control político y económico de los militares en el estado se ha consolidado por completo en lo que se ha llamado "un régimen contrarrevolucionario". Mientras tanto, ha habido una máxima represión de los Hermanos Musulmanes y otros grupos de oposición. Cualquier forma de disidencia pública, incluyendo el derecho de protestar y la libertad de la prensa, está fuertemente restringido por el régimen represivo de Sisi. Las organizaciones de derechos humanos han acusado al régimen autoritario de Sisi de utilizar tortura y lasdesapariciones forzadas para aplastar a los opositores políticos y a presuntos delincuentes.
El régimen de Sisi no es sencillamente una continuación del gobierno represivo de Mubarak, sino un régimen que apunta en la erradicación de todos los elementos revolucionarios que se desarrollaron durante los últimos años de Mubarak y prosperaron desde los levantamientos de 2011. La política de contrarrevolución de Sisi llevó a muchos analistas a evaluar la revolución egipcia como una "revolución fallada". Sin embargo, los críticos de esta vista han evaluado el período entre 2011 y 2014 desde una perspectiva diferente. Se argumenta que este período empezó sin intenciones revolucionarias claras y ha terminado sin un desenlace revolucionario. Por lo tanto, este período turbulento también ha sido descrito como una "situación revolucionaria", un "quiebre autoritario", una "revolución constitucional", y, como "un proceso revolucionario" seguido por "dos olas de contrarrevolución". La discusión se relaciona con reflexiones más amplias sobre la Primavera Árabe, descrita por Asef Bayat como "convulsiones políticas que fueron tanto revolucionarias y no revolucionarias".

### Impacto Socioeconómico
En los años desde la revolución de 2011, la economía egipcia sufrió una grave recesión. Los gobiernos posrevolucionarios enfrentaron numerosos desafíos económicos mientras que ninguno de los gobiernos cumplió con las demandas de la gente, como el alto desempleo, el capitalismo clientelista, y la ampliación de las brechas de ingresos. La incertidumbre política e institucional, la percepción de una creciente inseguridad y los disturbios esporádicos continuaron afectando negativamente la situación económica de Egipto. Desde 2011, el déficit del gobierno se complementó con un 10% adicional cada año, y la deuda interna y externa del país superó con creces el 100% del PIB en 2015. El turismo, crucial a la economía de Egipto como una de sus fuentes principales de ingresos, se redujo drásticamente entre 2010 y 2015 en aproximadamente un 50%.
Cuándo Abdel Fattah el-Sisi asumió el poder en junio de 2014, reactivar la economía fue una de sus principales prioridades. Su gobierno impulsó una serie de reformas económicas, como recortar los subsidios a los alimentos y la energía y aumentar los impuestos. Uno de sus proyectos económicos más importantes fue la conclusión de un nuevo Canal de Suez en 2015. Sin embargo, el declive económico sólo exacerbó la alta tasa de desempleo de Egipto, más visiblemente en eldesempleo juvenil extremo, que superó el 40% en 2016. Además, una parte importante de la población se ha desplegado en la economía informal, lo que complica la provisión de datos cuidadosos. Para 2016, la inflación y los costos de vida aumentaron considerablemente, empujando a millones de personas a la pobreza. Los datos de 2016 indican que "unos veinte millones de egipcios viven en el nivel de pobreza o por debajo de este", incluida la falta de acceso a necesidades básicas, atención médica y educación.

### Insurgencia en el Sinaí

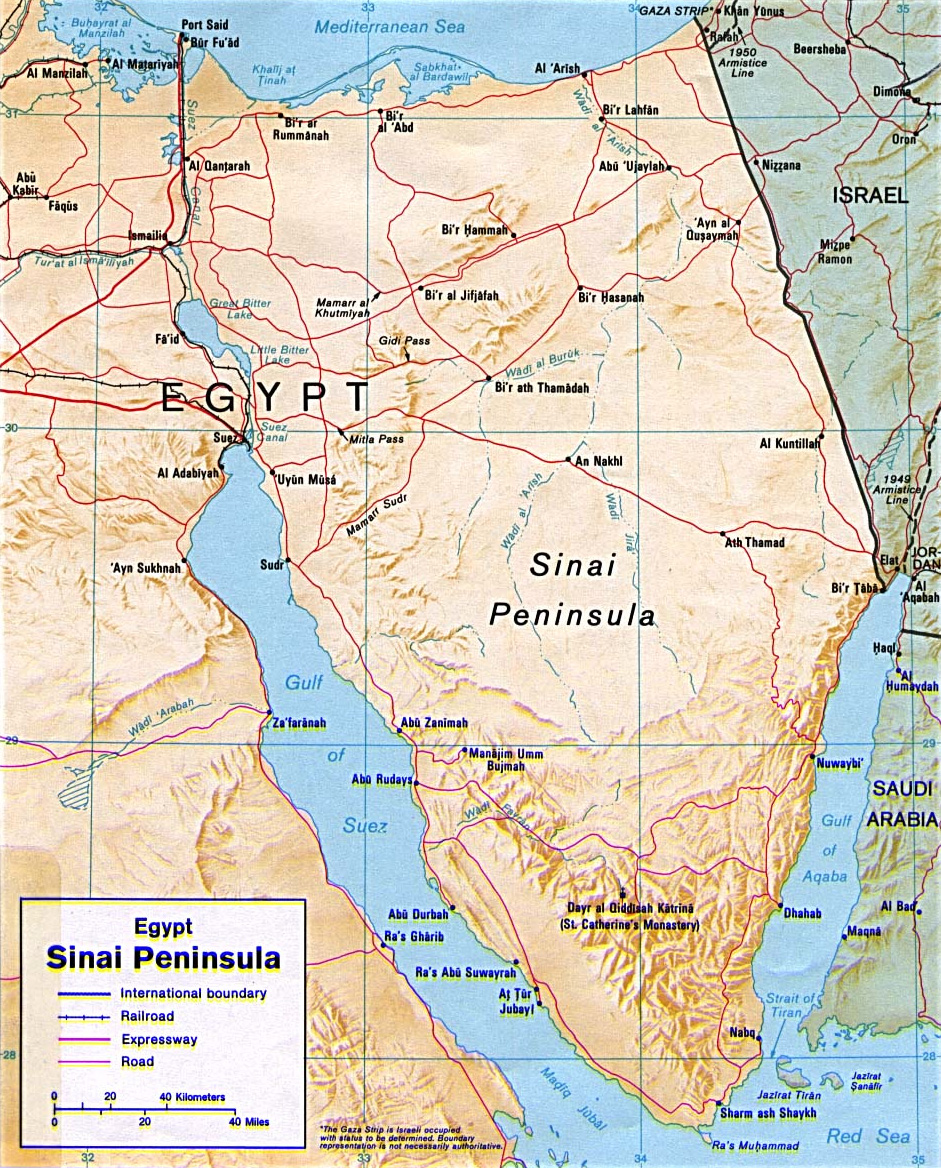
Mapa de la Península del Sinai

Desde el colapso del régimen de Mubarak en 2011, surgió un vacío de seguridad en la Península del Sinaí que la convirtió en el sitio de una violenta insurgencia. Inicialmente, la insurgencia implicó principalmente a miembros de tribus Beduinas locales que vieron la revolución como una oportunidad para oponerse a la discriminación del régimen y afirmar su autoridad en la región. Los militantes islamistas, presentes en el Sinaí con varios reveses desde mediados de la década de 1970, aprovecharon la inestabilidad del país para lanzar varios ataques contra las fuerzas de seguridad egipcias. Dos campañas militares, la Operación Águila del régimen interino del CSFA en 2011, y la Operación Sinaí del régimen recién elegido de Morsi en 2012, no fueron exitosas en eliminar a los grupos militantes de la península. La destitución de Morsi y la represión brutal de los manifestantes a favor de Morsi en 2013 intensificaron aún más las actividades de los militantes. Una ola de ataques contra el personal de seguridad egipcia llevó al ejército a unas medidas enérgicas contra los grupos militantes islamistas.
En 2014, la milicia más poderosa del Sinai, Ansar Bait al-Maqdis, prometió lealtad al Estado islámico y formó su rama propia del Estado islámico en la Provincia del Sinaí. Se atribuyeron la responsabilidad de un ataque en qué más de 30 soldados egipcios fueron murieron, que se marcó como el ataque más mortífero contra las fuerzas de seguridad desde 2011. Múltiples ofensivas importantes del ejército egipcio desde 2014 no aplastaron a los militantes beduinos, ni a los grupos yihadistas. Como reacción en las agresivas medidas políticas y militares, sus acciones insurgentes se hicieron más audaces, con oleadas de ataques en 2015, 2016, y 2017 contra el ejército, los cristianos coptos, y la comunidad sufí en la región. Sus acciones incluyeron el derribo de un avión de pasajeros ruso el 31 de octubre de 2015, asesinando a las 224 personas a bordo.